# Ondřejov (ort i Tjeckien, Mellersta Böhmen)
Ondřejov är en ort i Tjeckien.   Den ligger i regionen Mellersta Böhmen, i den centrala delen av landet, 30 km sydost om huvudstaden Prag. Ondřejov ligger 480 meter över havet och antalet invånare är 1 086.
Terrängen runt Ondřejov är platt norrut, men söderut är den kuperad. Ondřejov ligger uppe på en höjd.Runt Ondřejov är det ganska tätbefolkat, med 54 invånare per kvadratkilometer. Närmaste större samhälle är Benešov, 15,3 km sydväst om Ondřejov. I omgivningarna runt Ondřejov växer i huvudsak blandskog.